# Sugan
Sugan — студійний альбом американського саксофоніста Філа Вудса з піаністом Редом Гарлендом, випущений у 1959 році лейблом Status, дочірньому Prestige Records.

## Опис
Sugan вийшов на дочірньому лейблі Prestige, Status Records і є по суті бібоп джем-сесією. Квінтет (алть-саксофоніст Філ Вудс, трубач Рей Коупленд, піаніст Ред Гарленд, басист Тедді Котік і ударник Нік Стабулас) виконує три композиції Чарлі Паркера і три оригінали Вудса, однак мелодії відходять на другий план, поступаючись гарячим соло. Вудс і сильно недооцінений Коупленд чудово працюють разом, а Гарленд виступає одночасно як соліст, і як акомпаніатор духових інструментів. Ця маловідома сесія є вельми приємною.

## Список композицій
1. «Au Privave» (Чарлі Паркер) — 6:56
2. «Steeplechase» (Чарлі Паркер) — 7:27
3. «Last Fling» (Філ Вудс) — 6:33
4. «Sugan» (Філ Вудс) — 9:25
5. «Green Pines» (Філ Вудс) — 5:02
6. «Scrapple from the Apple» (Чарлі Паркер) — 7:38

## Учасники запису
- Філ Вудс — альт-саксофон
- Ред Гарленд — фортепіано
- Рей Коупленд — труба
- Тедді Котік — контрабас
- Нік Стабулас — ударні

Технічний персонал
- Боб Вейнсток — продюсер
- Руді Ван Гелдер — інженер звукозапису